# Кокошкіно (платформа)
Кокошкіно — зупинний пункт/пасажирська платформа Київського напрямку Московської залізниці та маршруту  МЦД-4 в однойменному дачному селищі Новомосковського округу Москви.
На платформі дві колії та дві берегові платформи, споучені настилами через колії з обох сторін платформи.
Зупиняються поїзди, що прямують до/від Апрелєвки, Нари, Малоярославця, Хрестів, Калуги-1/2. Частина електричок далекого прямування і деякі електрички, прямуючі до Нари, не мають зупинки.
Розташована за 33 км SW від Москва-Пасажирська-Київська. Час руху електропотягом від Москва-Пасажирська-Київська — 38 хвилин.

## Пересадки
- А: 486, 550, 878, 964, 950